# Kafia Kingi
Kafia Kingi (tiếng Ả Rập: كافيا كنجي) là một khu vực giàu khoáng sản ở biên giới giữa Sudan, Nam Sudan và Cộng hòa Trung Phi. Nó đang bị tranh chấp giữa Nam Sudan và Sudan. Khu vực này sẽ được trao cho Nam Sudan theo các điều khoản của Hiệp định Hòa bình Toàn diện năm 2005 yêu cầu sử dụng "đường phân chia bắc-nam" của Sudan kể từ ngày 1 tháng 1 năm 1956. Mãi đến năm 1960, khu vực Kafia Kingi mới được chuyển lên phía bắc của đường này và được thêm vào Darfur. Ngày nay, Sudan kiểm soát toàn bộ hoặc hầu hết khu vực này, mặc dù có lúc kể từ khi độc lập, các lực lượng Nam Sudan đã kiểm soát một phần lớn diện tích trong thời gian ngắn.
Gần như toàn bộ Kafia Kingi (ngoại trừ một phần phía nam của sông Umblasha) nằm trong biên giới của Vườn quốc gia Radom của Sudan, một khu dự trữ sinh quyển, trong đó 2/3 cũng nằm trong biên giới của Kafia Kingi, trong khi 1/3 khác của Vườn quốc gia nằm trong khu vực Nam Darfur của Sudan.
Lãnh đạo Quân kháng chiến của Chúa, Joseph Kony, được cho là đang ẩn náu ở Kafia Kingi.
Khu vực Kafia Kingi là thiên đường nổi tiếng của những kẻ buôn lậu ngà voi. Ngà voi Congo thường được giữ ở Kafia Kingi trước khi được đưa về Darfur ở phía Bắc.